# Kenze Neke
Kenze Neke és un grup de rock ètnic sard format el 1989 a Siniscola i que canta preferentment en sard. El seu nom, en dialecte nuorès, vol dir sense culpa, i vol ser un homenatge a l'anarquista sard Michele Schirru, afusellat el 1931 sota l'acusació de planejar l'assassinat de Benito Mussolini, qui va fer que el pelotó d'afusellament fos compost exclusivament de feixistes sards.

## Història del grup

### Formació
El grup fou creat per Renzo Saporito (veu i guitarra) i Sandro Usai (bateria), als qui s'uniren el 1990 Toni Carta (baix i veus). Al cap d'un any publicaren la seva primera demo, Chin Sas Armas o Chin Sas Rosas amb Luciano Sezzi al saxòfon com a convidat, i conté vuit peces com l'homònima Kenze Neke i Americanos, cançó de protesta contra les bases de l'OTAN a Sardenya. El 1991 Sandro Usai marxà a fer el servei militar (fin el 1992), i el seu lloc fou ocupat temporalment per Guido Forlano (bateria), seguit de Massi Circelli (guitarra solista), Stefano Ferrando (bateria i veu, al lloc de Guido), i finalment, Massimo Loriga (saxo i harmònica). El so del grup es desenvolupà donant vida a una original barreja de rock, punk, reggae, metal, ska i música sarda, recorrent sovint als instruments tradicionals com les launeddas, l'organetto, la trunfa i els tenors, cantant totes les cançons "in Limba" (en sard).

### 1992-2000: la producció discogràfica
El 1992 gravaren el seu primer disc Naralu! De Uve Sese (Digues-li que estàs), autoproduït en col·laboració amb la Gridalo Forte deRoma. Hom hi pot trobar algunes peces arreglades de la primera demo, com Oh Sardinna o Amerikanos…, Kenze Neke,i Zente.
Hi destaca el seu lligam amb la Sardenya i el compromís polític i social denunciant la presència massiva de bases militars a l'illa i els problemes dels joves com l'atur, l'alcoholisme (Prusu a fundu), la droga (Non ti Kerjo), el servei militar (Tempus Pertu). El 1993 Toni Carta abandonà el grup i fou substituït per Claudio Roccia (baix), qui participà en la realització del segon àlbum del grup, el doble Boghes De Pedra (Veus de pedra), en el que es veu la maduresa del grup, que mostra més experiència en sonoritat i composició, amb les launeddas, l'organetto, la trunfa, les percussions i el grup de ball sard que enriquirà les actuacions en viu a Sardenya, Itàlia, Suïssa, Alemanya, Bèlgica, Espanya i Països Baixos. Entre les peces més destacades hi trobem Su Balente, A Nanni Sulis, Su patriotu sardu a sos feudatarios amb el poema de Francescu Ignaziu Mannu. Col·laboraren al disc i al directe fins al 1995 Andrea Pinna (launeddas, flauta travessera, saxo baríton) Gianni Cherchi (orgue diatònic) i Luciano Sezzi (saxo tenor).
El 1995 deixà el grup Massimo Loriga (launeddas, harmònica, saxo contralt i veus) i el 1996 Massi Circelli, que foren substituïts per Antonello Cossu (guitarra solista) i Gavino Murgia (launeddas i saxo),mentre Stefano Ferrando passà a les veus. El 1998 van treure el tercer àlbum Liberos, Rispettatos, Uguales (Lliures, respectats, iguals), on el bateria d'estudi és Giampaolo Conchedda, i el del directe és Carlo Sezzi. El 1998 Carlo Sezzi fou substituït per Massimo Balvis i el 2000 treuen el quart àlbum, l'homònim Kenze Neke, un recull dels temes que han tingut més èxit. Hi col·laboraren Lalli (ex-Franti, veu a Barboni i Zente), Sigaro i Picchio (Banda Bassotti, veus a Kenze Neke), Francesco Di Giacomo (del Banco del Mutuo Soccorso veu a "Gridu de Vittoria") i Maxx Furian (Bateria en tots els temes, llevat a Gridu de Vittoria).
La discografia dei Kenze Neke conté també un mini-cd Gherramus tott'Impare, publicat el 1996 en col·laboració amb Askra, un altre grup de rock de Siniscola.

### 2006-2008: retorn amb Artziati Entu
El 19 d'agost de 2006 els Kenze Neke, que no trepitjaven un escenari des de feia 5 anys, es tornaren a reunir a Solarussa (OR) per a un concert d'homenatge: tots els músics que havien format part del grup des del 1989 es trobaren a l'escenari, amb els Tenores "Luisu Ozzanu" de Siniscola i "Mamutzones" de Samugheo (màscares tradicionals) per a completar un espectacle de més de tres hores davant de més de 15.000 fans d'arreu de Sardenya, de tal manera que ha estat l'esdeveniment musical sard més important dels darrers anys. N'editaren el doble CD i DVD "Artziati entu" entre 2006 i 2007. Després han rehabilitat la seva pàgina web i han tocat a Berlín pel Moviment contra el G8.

### 2007-2012: el projecte KNA
Kenze Neke ha interromput temporalment la seva activitat el 2007. De les seves cendres, però, el 2006 va néixer el projecte KNA (Kenze Neke-Askra) un projecte que a poc a poc esdevé un veritable grup, format per alguns dels components de Kenze Neke (Enzo Saporito a les veus i guitarra, Claudio Roccia al baix i Antonello Camboni a la guitarra) i d'Askra (Marco Cau a les veus i a la guitarra, Homar Farjna a les percussions i Alessandro Chighini a la guitarra solista) amb Walter Patimo a la bateria. El seu so és molt diferent dels dos grups originals. De fet, KNA sona en acústic, però els temes de les lletres són els mateixos: emigració i malestar social, per la qual raó són considerats com una transformació dels Kenze Neke. KNA ha publicat dos CDs: Ruju, concert en acústic, publicat el 2007, i Rispetu e Amore, publicat el 25 de maig de 2008.
El projecte Tzoku va néixer de les cendres de Kenze Neke el 2010, format per 4 dels 5 membres de Kenze Neke, entre ells Renzo Saporito i Claudio Roccia. El 2011 es va publicar la col·lecció Andhonzu, com a suplement del periòdic L'Unione Sarda, que recollia cançons de Kenze Neke, KNA i Tzoku. El projecte KNA va finalitzar a la primavera del 2012 a causa de la sortida del grup d'Alessandro Chighini, Homar Farjna i Luciano Sezzi. El 2013 va néixer el grup Soberanìa Populare, compost per molts dels membres de KNA.

## Discografia

### Demos
- 1990 – Chin sas armas o chin sas rosas

### Disc d'estudi
- 1992 – Naralu! De uve sese
- 1994 – Boghes de pedra
- 1998 – Liberos, rispettatos, uguales
- 2000 – Kenze neke

### Col·laboracions
- 1996 – Gherramus tott'impare (mini CD amb Askra)

### Discs en directe
- 2006 – Artziati entu vol. 1
- 2007 – Artziati entu vol. 2

### Album del KNA
- 2007 - Ruju (directe acústic)
- 2008 - Rispetu E Amore